# La Suiza de Turrialba
La Suiza es un distrito del cantón de Turrialba, en la provincia de Cartago, de Costa Rica.

## Toponimia
Se le atribuye su nombre a un grupo de ciudadanos suizos que se asentaron en la zona cerca de inicios del siglo XX y se convirtieron en los benefactores del poblado; estos son: Adriano Dormond Oguey, Francisco Pittier Dormond, Luis Peytrequín Pfister, Alfredo Dotti Pitet, Juan Herzog Müller y Rodolfo Herzog Müller.

## Historia
Fundado el 28 de marzo de 1949, por el decreto N° 9 de la Junta Fundadora de la Segunda República.
La reducción indígena de Atirro se encontraba en este distrito, y es actualmente un poblado.

## Geografía
La Suiza cuenta con un área de 160,93 km² y una altitud media de 618 m s. n. m.

## Demografía
Para el año 2022, La Suiza cuenta con una población estimada de 8821 habitantes, y para el último censo efectuado, en 2011, La Suiza contaba con una población de 7590 habitantes.

## Localidades
- Barrios: Leona (parte).
- Poblados: Abelardo Rojas, Alto Alemania, Atirro, Balalaica, Buenos Aires, Canadá, Carmen, Cruzada, Danta, Gaviotas, Guadalupe, Máquina Vieja, Margarita, Mollejones, Pacayitas, Pacuare, Piedra Grande, Porvenir de la Esperanza, Puente Alto, San Vicente, Selva (parte), Silencio, Sonia.

## Transporte

### Carreteras
Al distrito lo atraviesan las siguientes rutas nacionales de carretera:
- Ruta nacional 225
- Ruta nacional 232
- Ruta nacional 413
- Ruta nacional 414